# Microtropesa canberrae
Microtropesa canberrae là một loài ruồi trong họ Tachinidae.